# Liberty Bell Mountain
Liberty Bell Mountain ist eine Berggruppe der nördlichen Kaskadenkette im amerikanischen Bundesstaat Washington, ungefähr zwei Kilometer südlich des Washington Pass am North Cascades Highway. Der Hauptgipfel Liberty Bell Mountain ist mit einer Höhe von 2353 m der nördlichste Gipfel gleichnamigen der Gruppe, im kurzen Gratverlauf, der die Grenze zwischen Chelan County und Okanogan County bildet, folgen nach Südsüdosten Concord Tower, Lexington Tower, nördlicher und südlicher Early Winters Spire. Den Namen erhielt Liberty Bell Mountain wegen seiner Form nach der Freiheitsglocke Liberty Bell, die (angeblich) bei der Verlesung der Amerikanischen Unabhängigkeitserklärung 1776 in Philadelphia geläutet wurde.

## Kletterrouten
Der Berg ist in den Vereinigten Staaten sehr bekannt, besonders unter Kletterern, weil er schwierige und schöne Routen in festem Granit bietet und die Einstiege seit dem Bau des North Cascades Highway (1972) in wenigen Stunden leicht erreichbar sind. Liberty Bell Mountain und die Nachbargipfel sind für die Seattler Kletterer beliebte Wochenendziele.
Liberty Bell Mountain bietet 18 „Trad“-(in traditioneller Klettertechnik zu begehende) Routen. Die berühmtesten sind die Beckey-Route und der „Liberty Crack“. Die Routen liegen nach der amerikanischen Schwierigkeitsskala im Bereich zwischen 5.6 und 5.12a, für die schwierigsten in der 400 Meter hohen Ostwand, zum Beispiel den „Liberty Crack“ benötigt man in der Regel zwei Tage.